# LibraryThing
LibraryThing es un sitio web en forma de comunidad virtual de catalogación creado para la catalogación compartida de libros; una especie de experimento social para compartir catálogos, comentarios y valoraciones de libros entre usuarios, autores, editoriales y bibliotecarios. Aprovecha tecnologías de tipo Z39.50 para capturar datos bibliográficos de catálogos públicos de todo el mundo. El sitio web está disponible en varios idiomas, y las traducciones son aportadas por las distintas comunidades de usuarios. La versión en español es: https://www.librarything.es
LibraryThing fue desarrollado por Tim Spalding y comenzó a estar accesible en agosto de 2005. Tiene su sede en Portland, en los Estados Unidos. Al mes de febrero de 2019 cuenta con alrededor de 2.370.000 miembros y más de 132 millones de libros catalogados.

## Funciones
La función principal de LibraryThing ("LT") es la catalogación de libros, películas, música y otros medios mediante la importación de datos de bibliotecas a través de conexiones Z39.50 y de seis tiendas de Amazon. Las fuentes de bibliotecas suministran los registros Dublin Core y MARC a LT; los usuarios pueden importar información de más de 2.000 bibliotecas, incluyendo la Biblioteca Británica, el Catálogo Nacional Canadiense, la Biblioteca del Congreso, la Biblioteca Nacional de Australia, la Biblioteca Nacional de España y la Universidad de Chile. Si un registro no está disponible en ninguna de estas fuentes, también es posible introducir la información del libro manualmente mediante un formulario en blanco. Igualmente, es posible importar y exportar desde y hacia la plataforma en varios formatos como JSON y MARC.
Cada obra puede comprender diferentes ediciones, traducciones, impresiones, versiones en audio, etc. Se anima a los miembros a que añadan reseñas, descripciones, Conocimiento Común y otra información visible públicamente sobre una obra; las clasificaciones, colecciones y etiquetas ayudan a la categorización. También es posible vincular unas obras con otras, por ejemplo adaptaciones o antologías.
Los artículos se clasifican utilizando el Sistema Decimal Melvil, basado en la edición no protegida por derechos de autor de 1922 de la Clasificación Decimal Dewey con modificaciones en la ortografía estándar de los nombres de las divisiones (a diferencia de los nombres originales, que se escribieron de acuerdo con las reformas ortográficas recomendadas por Dewey), y en la terminología modernizada.
A contar del mes de mayo de 2020, se han eliminado las restricciones para ingreso de ítems que existían en las cuentas gratuitas, quedando ahora sin límite. Igualmente, se ha cancelado la opción de crear cuentas Premium, ya que la empresa ha logrado consolidar su solvencia económica por medio de productos ofrecidos por sus filiales.

### Funciones sociales
LibraryThing también fomenta el debate en los foros. Las características sociales de LibraryThing han sido comparadas con las del administrador de marcadores Del.icio.us y el servicio de música colaborativa Last.fm. Otros sitios de catalogación de libros similares incluyen a Nobii, BookLikes, Goodreads, Libib, Shelfari (ahora fusionado con Goodreads), y weRead. 

### TinyCat
En 2016 LibraryThing lanzó TinyCat, un OPAC diseñado para la catalogación y circulación de bibliotecas de hasta 20.000 artículos. TinyCat se ofrece para pequeñas bibliotecas independientes, tales como instituciones religiosas, escuelas, centros comunitarios y departamentos académicos, así como hacia personas individuales. Actualmente solo se encuentra en inglés.